# Асабч-Дон
Асабч-Дон (осет. Асабийы дон, Ацабийы дон) — река в России, на территории Правобережного и Кировского районов республики Северная Осетия-Алания. Длина реки составляет 16 км.
Ранее начиналась на западной окраине Беслана. Текла на запад мимо села Хумалаг. Устье реки находилось в 10 км по левому берегу реки Камбилеевка напротив села Дарг-Кох. На современных картах ГосГисЦентра река обозначена как сезонный водоток, протекающий по местности, подвергнутой мелиорации.

## Данные водного реестра
По данным государственного водного реестра России относится к Западно-Каспийскому бассейновому округу, водохозяйственный участок реки — Терек от границы РФ с Грузией до впадения реки Урсдон, без реки Ардон. Речной бассейн реки — Реки бассейна Каспийского моря междуречья Терека и Волги.
Код объекта в государственном водном реестре — 07020000212108200003626.